# 冷讀法
冷讀法(英語：Cold reading) 是一種由心靈主義者和占卜師、通靈者和靈媒證明關于其他人的一些細節的技術，用來說服其他人他們知道的東西比其他人知道的多。冷讀不限於對認識的人進行套話，即使事前完全不熟悉一個人也不曾談話過，一個有經驗的冷讀者仍然可以從那個人的肢體語言、 衣著或時裝、 髪型、性別、性取向、宗教信仰、膚色或種族、教育程度、語法方式、從哪里來，甚至可以主動利用心理測驗、測八卦斗數或算生日星座、玩情境塔羅牌等等經過細心的分析可以獲取大量信息。冷讀者依賴對社會百態大量的經驗與觀察，能夠經常準確對一個人用高可能性的猜測，快速的從那個人的反應分析他們的猜測是否正確，如果猜錯的話會加強任何使那個人有可能承認的事并快速跳過猜錯的地方。

## 基本程序
在真正開始冷讀法前，冷讀者會先慣例地藉由典型語句來和被冷讀者建立關係，例如：「我預測到的意象通常會有點模糊，所以有時比起我自己，你可能更能感同身受；如果你願意合作，我可以幫助你更深入地了解你自己。」充滿說服力的冷讀法通常需要受讀者渴望被解讀、被剖析，並重新解釋先前所說的模糊的陳述。雖然多數時間都是由冷讀者進行發言，但是真正在提供自我訊息的是被讀者自身。
在確定受讀者願意合作後，冷讀者會開始進行一連串的探測性提問，常見的手段會在下一段討論。藉由受讀者的回答，可以更深入地了解他的資訊（不論是口語或是肢體表達），此時冷讀者可以繼續進行探測與猜測，並且在猜錯的時候快速轉移話題。總的來說，雖然結論是由冷讀者定下，大部分的事實和敘述都是從受讀者的身上得知的，並由冷讀者重新解釋或敘述，使被讀者更堅定地相信冷讀者的猜測是準確的。
藉由受讀者的細微變化如表情或是肢體動作可以確定特定台詞或是問句對他是否有顯著效果。藉由結合冷讀法及熱讀法可以在受讀者心中留下深刻的印象，使他認為冷讀者對於自己真的有很深層的認識與了解。因為整個過程中都會被專注於在所猜到的事實，而猜錯的則會被忽略掉，因此可以在受讀者心中建立起更深的印象。
調查中心和獨立調查組的James Underdown說：「在充滿觀眾的場合中，冷讀法的效果並不顯著。」他從數學的角度來闡釋──在人數約兩百人左右的工作室中，分為三組；保守估計每一個人至少都認識一百五十個人。假設John Edward問起James Van Praagh「『誰是Margaret？』他其實希望在這眾多一萬人中會有個名叫Margaret的對象在，如果在這組中沒有的話，將提問放大至其他兩組。在如此巨大的樣本數中出現一堆的Margaret也不令人意外啊！」